# Charlotte Leubuscher
Charlotte Leubuscher (geboren 24. Juli 1888 in Jena; gestorben 2. Juni 1961 in London) war eine deutsch-britische Sozial- und Wirtschaftswissenschaftlerin.

## Leben
Geboren als Tochter des Geheimen Medizinalrats Georg Leubuscher besuchte sie das Gymnasium Bernhardinum in Meiningen, wo sie als erstes Mädchen überhaupt das Abitur ablegte. Anschließend studierte sie Nationalökonomie, Geschichte, Philosophie und Jura in Cambridge, Gießen, München und Berlin. 1913 promovierte sie zum Dr. phil. 1921 habilitierte sie sich mit der Arbeit Sozialismus und Sozialisierung in England bei Heinrich Herkner an der Universität Berlin. Ihre Habilitation war die dritte einer Frau und die erste außerhalb der Naturwissenschaften dort. 1923 erhielt sie einen Lehrauftrag für ausländische Sozialpolitik, insbesondere Englands und Russlands, an der Universität Göttingen. 1924 wechselte sie an die Universität Berlin, wo sie 1929 zur a.o. Professorin ernannt wurde.

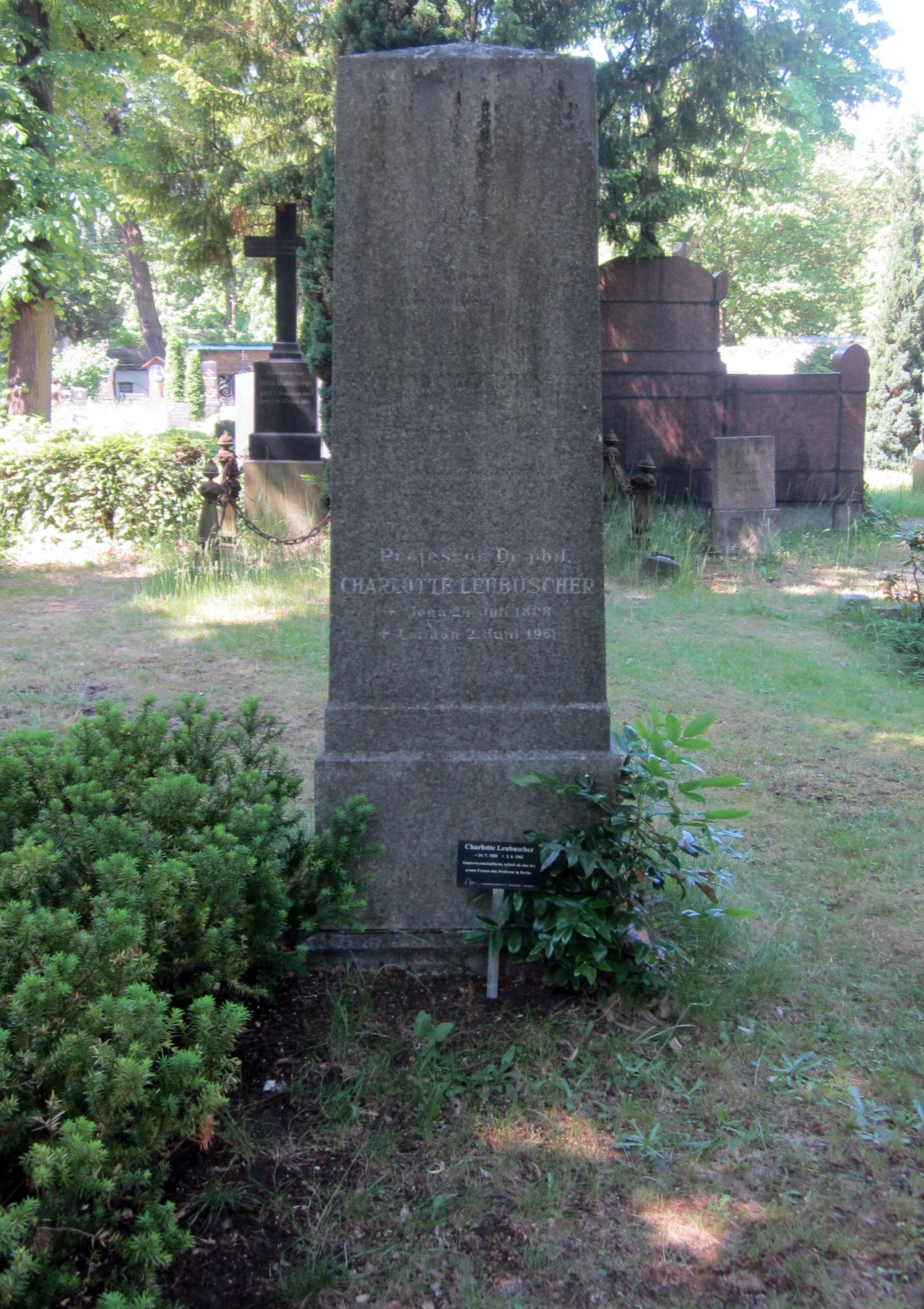
Grab von Charlotte Leubuscher in Berlin-Kreuzberg

1933 wurde der „Halbjüdin“  Leubuscher die Lehrbefugnis entzogen. Sie emigrierte nach England und lehrte an verschiedenen Universitäten, unter anderem Cambridge, Manchester und der London School of Economics. Dort setzte sie ihre Arbeiten zur kolonialen Ökonomie fort. Leubuscher war eine der ersten Wirtschaftswissenschaftlerinnen, die sie schwerpunktmäßig mit Entwicklungsökonomie befasste. Ihr Nachlass befindet sich im Staatsarchiv Meiningen.
Charlotte Leubuscher starb 1961 im Alter von fast 73 Jahren in London. Beigesetzt wurde sie auf dem Friedhof II der Jerusalems- und Neuen Kirche in Berlin-Kreuzberg, wo ein Jahrhundert zuvor auch ihr Großvater Rudolf Leubuscher (1821–1861) seine letzte Ruhestätte gefunden hatte. Beide Gräber sind erhalten.

## Schriften (Auswahl)
- Sozialismus und Sozialisierung in England (1921)
- Ziele und Mittel der Handelspolitik in den britischen Dominions (1926)
- Liberalismus und Protektionismus in der englischen Wirtschaftspolitik seit dem Kriege (1927)